# De Ateliers

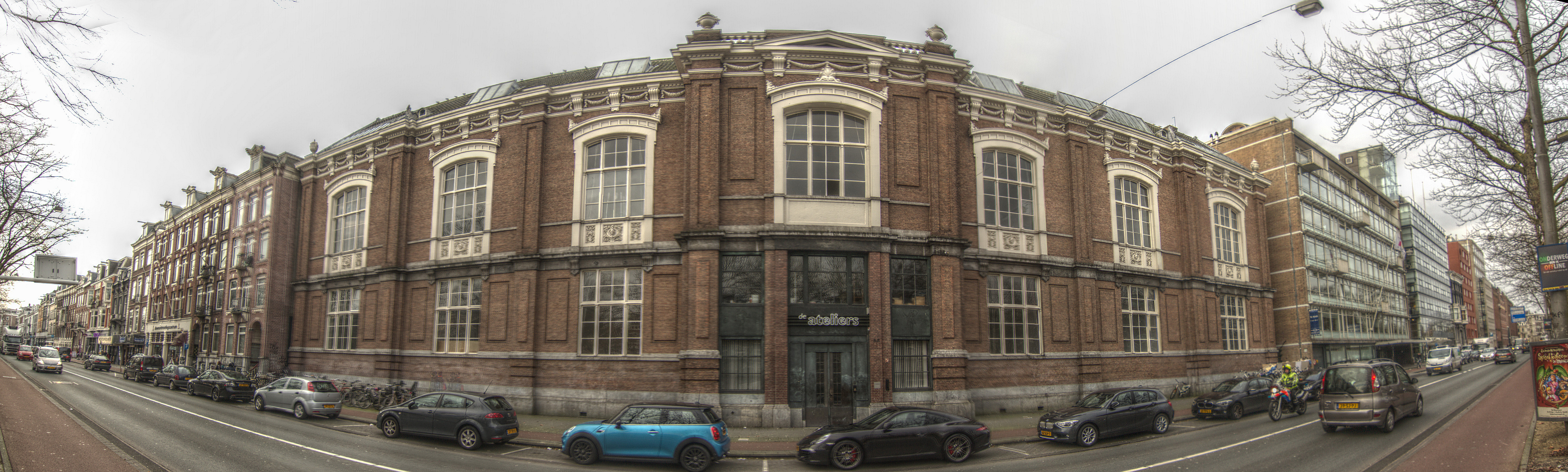
De Ateliers, Stadhouderskade 86

De Ateliers is een onafhankelijke kunstopleiding die in 1963 werd opgericht door de Stichting Academie '63. De opleiding heette aanvankelijk Academie '63, later Ateliers '63.

## Geschiedenis
De lessen startten in 1963 in de Koudenhorn Kazerne in Haarlem onder de naam Academie '63. Twee jaar later werd de naam veranderd naar Ateliers '63, omdat de nadruk lag op begeleiding en niet op het schools bijbrengen van techniek. Ger Lataster, Mari Andriessen, Nic Jonk, Theo Mulder, Wessel Couzijn en Arie Kater waren de eerste begeleiders. Latere begeleidende kunstenaars waren onder meer Armando, Stanley Brouwn, Constant, Jan Dibbets, Ger van Elk, Edgar Fernhout, Willem de Rooij, Ellen Spijkstra, Didier Vermeiren en Carel Visser.
Tot de deelnemers aan de opleiding behoren: Marc Ruygrok, Philip Akkerman, Marlene Dumas, Frank van Hemert, Rob Johannesma, Joep van Lieshout, Emo Verkerk en Ben Zegers.
Na vele jaren in Haarlem gevestigd te zijn geweest, betrok het instituut als De Ateliers begin jaren negentig het voormalige gebouw van de Rijksakademie van beeldende kunsten aan de Stadhouderskade 86 te Amsterdam.

## Onderwijsvorm
De Ateliers is een postacademische opleiding waar jonge beeldend kunstenaars in eigen ateliers kunnen werken en met kritiek en ondersteuning begeleid worden door gerenommeerde kunstenaars (tutor artists) en kunstcritici. De studenten worden 'deelnemers' genoemd. Zij worden regelmatig in hun ateliers bezocht door de begeleiders en gasten uit binnen- en buitenland voor individuele gesprekken.
De begeleiders van 2020-'21 zijn:
- Lara Almarcegui
- Rob Birza
- Dominic van den Boogerd
- Varda Caivano
- Nina Canell
- Pauline Curnier Jardin

- Chris Evans
- Martijn Hendriks
- David Jablonowski
- Marina Pinsky